# El Uali Mustafa Sayed

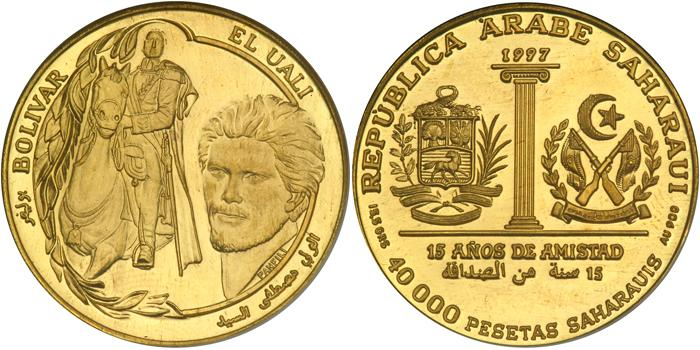
Moneda de 40.000 pessetes saharauis, commemorativa de les relacions entre Veneçuela i el Sàhara Occidental, amb l'efígie del Uali.

El Uali Mustafa Sayed (àrab: الوالي مصطفى السيد, al-Wālī Muṣṭafà as-Sayyid) (Bir Lehlu o Agyeiyimat, Sàhara Occidental, 1948 - Mauritània, 9 de juny de 1976) va ser un polític independentista saharauí, que va exercir de fundador i primer president de la República Àrab Sahrauí Democràtica (RASD) l'any 1976. Va morir aquell mateix any a les files del Front Polisario en combats contra les forces armades de Mauritània.

## Trajectòria

### Primers anys
El Uali va néixer el 1948, en algun lloc de la hammada del desert maurità, entre Bir Lehlu i Agyeiyimat, en el bressol de la tribu Erguibat. De família nombrosa, va créixer en un entorn sempre nòmada, envoltat de camells i en la recerca contínua de gotes de pluja. No obstant això, una perllongada sequera i l'inici de la guerra el 1957, entre l'Exèrcit d'Alliberament Marroquí i l'exèrcit espanyol i francès, al Sàhara Occidental, va fer desplaçar a tota la seva família. Si bé els van fer allotjar primer a Zag, poc després es van haver d'allotjar a Tan-Tan, un petit assentament marroquí administrat per les autoritats colonials espanyoles, situat a la zona de Tekna.
Sumits en una situació de pobresa, en la qual, tan sols dos dels membres del nucli familiar, la seva mare i un dels germans grans, aportaven diners, subsistien gràcies a la caritat i als donatius. El 1962, i encara amb aquesta difícil situació interpersonal, El Uali i el seu germà petit van començar els estudis primaris a Tan-Tan. El Uali va poder acabar la primària malgrat el freqüent absentisme escolar motivat per la situació familiar. Posteriorment, gràcies a una beca concedida pel govern marroquí, va començar una nova etapa escolar com a alumne internat al Liceu Ben Youssef, de Marràqueix. Poc temps després, va ser expulsat i, obligat per les necessitats, va tornar a Tan-Tan on va començar a treballar com a obrer, però la seva actitud enfront d'altres treballadors li va valer l'acomiadament.
El 1965 va aconseguir una altra beca per tornar a l'institut, aquest cop a Taroudant. Allà, va conèixer i va entaular una estreta relació amb Mohamed Lamine Ould Ahmed, figura important a la futura RASD, i va començar amb molt d'interès a acostar-se al món de la política. Dos anys més tard, el 1967, va ingressar al Grup Escolar Muhàmmad V, a Rabat, i l'any 1970 es va graduar amb mèrit, aconseguint plaça per a entrar a la universitat.

### Formació universitària
Gràcies a una beca va iniciar la seva vida universitària a la facultat de Dret de la Universitat Mumhàmmad V de Rabat. Allà es va reunir amb el seu amic Mohammed Lamine i es va trobar amb altres membres de la diàspora sahrauí, impregnant-se de l'ambient revolucionari. Es va convertir en un nou activista polític de la causa sahrauí, influenciat en gran manera pels esdeveniments sagnants ocorreguts a Zemla, durant l'estiu de 1970. A partir d'aquell moment, va donar inici la seva lluita a favor de la independència del Sàhara Occidental. Va viatjar per Europa, va participar en debats, va establir contactes amb altres sahrauís implicats activament en la causa i es va reunir amb líders de diferents partits polítics establerts al Marroc, com ara l'Istiqlal, la Unió Nacional de Forces Populars (UNFP) o el Partit de l'Alliberament i el Socialisme, partit comunista on a més hi va militar. En aquest espai polític va demanar suport en la seva lluita per un Sàhara independent de les urpes dels colonitzadors i suport per a la creació d'un nou moviment embrionari per l'alliberament de Saguia el Hamra i Río de Oro, ideal del qual va néixer de la col·laboració amb altres companys. No obstant això, i en boca del Uali, només va aconseguir un «diàleg de sords».
L'any 1971, juntament amb dos amics més, va emprendre un viatge que els va portar a Al-Aaiun per conèixer de primera mà la situació política. Un any després, ja a Tan-Tan, va ser detingut, empresonat i torturat, en dues ocasions, després d'haver protagonitzat diverses manifestacions. Aquell mateix any, va abandonar la carrera universitària per dedicar-se plenament a la política, amb una premissa: «El Marroc mai donaria suport a un Sàhara lliure».

### Creació del Front Polisario
Davant les dificultats per rebre suport als partits marroquins, va decidir crear el seu propi partit polític. Es va reunir amb altres grups sahrauís de l'interior del territori per demanar-los el seu recolzament. Primer va viatjar a Algèria on va rebre una continuada negativa per resposta fins al 1975 i, posteriorment, es va dirigir a Zouerate (Mauritània). Allà, durant la celebració del primer congrés del partit, on el 10 de maig de 1973 naixeria el Front Polisario, es va reunir amb altres personalitats sahrauís que vivien a Algèria, el Marroc, Mauritània i el Sàhara Occidental. El Uali va ser l'encarregat de redactar el «Primer manifest polític del partit» o «Programa d'Acció Nacional», la capçalera del qual manifesta:
| « | Un cop comprovat que el colonialisme vol mantenir la seva dominació sobre el nostre poble àrab, intentant aniquilar per la ignorància, la misèria, (...). Davant el fracàs de tots els mètodes pacífics utilitzats, (...) el Front Popular d'Alliberament de Saguia El Hamra i Río de Oro, neix com l'expressió única de les masses, que opta per la violència revolucionària i la lluita armada com a mitjà, per que el poble sahrauí, àrab i africà, pugui gaudir de la seva llibertat total i enfrontar les maniobres del colonialisme espanyol. | » |

### Exili, presidència i guerra
No obstant això, després de la Marxa Verda i l'Acord tripartit de Madrid del 14 de novembre de 1975, en el qual Espanya va accedir a l'ocupació i divisió del Sàhara Occidental entre el Marroc i Mauritània, els exèrcits d'aquests dos països van envair el territori provocant l'èxode de gran part de la seva població, primer a l'interior del desert, i després a la ciutat algeriana de Tindouf i rodalia d'Alger. Amb un sentiment de profunda traïció de les noves forces ocupants, El Uali va buscar refugi en el govern algerià, el qual veient-se discriminat pels acords, va decidir brindar tot el seu suport al Front Polisario. A principis de 1976, i en una situació d'exili, va proclamar la República Àrab Sahrauí Democràtica (RASD).
Amb la creació d'aquesta nova república, El Uali es va convertir en el seu primer president de govern, representant així als refugiats exiliats als campaments. Els seus discursos i entrevistes amb la premsa, amb diferents líders o comissaris de l'ONU van facilitar la creació i el manteniment de la lluita per un Sàhara lliure. D'aquesta forma es va guanyar el respecte i el reconeixement entre les bases saharauís. El 20 de maig de 1976, poc abans de la seva mort, va donar un discurs amb una estela de seguretat i un sentiment panarabista enfosquit per la traïció del Marroc i Mauritània davant el colonialisme, caracteritzat pels patrons narratius del discurs àrab de la repetició, l'argumentació cíclica i la reiteració del tema principal; sense perdre les seves arrels i donant-li un cert to dramàtic.

### Mort en combat
El Front Polisario, amb noves armes procedents de Líbia i Algèria, va intensificar la guerra de guerrilles, emprant la tàctica de la ràtzia contra els exèrcits marroquins i mauritans, els quals gràcies a França i Espanya havien vist incrementada la seva força. Juntament amb altres guerrillers sahrauís, i en una de les seves últimes incursions a la capital mauritana de Nouakchott, va bombardejar amb morters el Palau Presidencial. Durant la retirada i perseguits per tropes mauritanes, la guerrilla es va dividir, i un grup que va encapçalar es va dirigir cap a un lloc proper a Benichab, amb la intenció de fer explotar les instal·lacions que proveïen d'aigua a la capital del país. No obstant això, i envoltats per forces mauritanes, van ser abatuts. És així com va morir el 9 de juny de 1976, amb 28 anys, per una ferida mortal causada per un tret al cap. El seu cos va ser portat a Nouakchott i enterrat en secret, en un terreny militar. Després de la seva mort, Mahfoud Ali Beiba va passar a ocupar la presidència de la RASD i la secretaria general del Front Polisario.
Considerat un màrtir (shahid) i heroi nacional pel poble sahrauí, cada any se'l recorda pel 9 de juny, Dia dels Màrtirs, una festivitat de commemoració que la RASD va establir en memòria de tots els sahrauís caiguts en la guerra per la independència.

## Diplomàcia
Conscient dels esdeveniments ocorreguts i veient com, cada vegada més, l'amenaça marroquina i mauritana es materialitzava sobre el terreny, va decidir escriure dues cartes dirigides als màxims dirigents d'aquests dos països, el mateix dia que es va proclamar la RASD. En elles, expressava la seva disconformitat i tractava d'incitar alguna resposta positiva a la regió.
En un primer moment, va signar una carta per al president de la República Islàmica de Mauritània, Moktar Ould Daddah, on va tractar de persuadir-lo perquè trenqués les aliances amb el Marroc i s'acabés la guerra. Textualment va considerar que «comprometre el poble maurità en una guerra contra el seu germà sahrauí, conseqüència de la qual només pateixen ells, és una gran responsabilitat per a aquell qui tingui consciència». Dues setmanes més tard, va ser Hassan II, rei del Marroc, qui va rebre la missiva en la que se l'instava a girar la mirada enrere, per a recordar els temps en què els dos pobles lluitaven junts, i demanar-li que «aquest poble ha de gaudir del seu dret a l'autodeterminació i a la independència». Desafortunadament, les dues missives no van revertir els fets, ja que bona part s'havien consumat i no semblaven tenir retorn ni líders amb voluntat de frenar-los.